# Red Hills
Red Hills (em português montes vermelhos) é o nome pelo qual é conhecida uma região de pradaria situada nas partes sul e central do Kansas. Esta região é também conhecida como Gyp Hills devido aos grandes depósitos naturais de gipsita existentes na área.